# PortAventura Caribe Aquatic Park
PortAventura Caribe Aquatic Park és un parc aquàtic dins de PortAventura World situat just al costat del PortAventura Park. Cobreix una superfície de 50.000 metres quadrats.

## Història
Des que Universal es va convertir en el accionista de Port Aventura, sempre va tenir la idea de crear un complex turístic d'estiu en el parc. L'any 2002 això es va complir, i va passar de dir-se Universal Port Aventura a Universal Mediterranea, amb dos parcs i dos hotels. En principi, el CAP (Caribe Aquatic Park) es deia Costa Caribe, però quan Universal va sortir de l'accionariat (el 2004), La Caixa va decidir canviar el nom pel de Caribe Aquatic Park. A partir del 2010, coincidint amb el 15è aniversari del parc temàtic PortAventura Park, el parc aquàtic va passar a dir-se PortAventura Aquatic Park, i el 2013 Costa Caribe Aquatic Park.

## Informació del Parc
Està dividit, fonamentalment en dues zones, Zona Coberta i Zona Exterior. A la coberta s'hi pot accedir tot l'any. Per entrar en el CAP, s'hi pot accedir tant per la Rambla del Parc com pel mateix PortAventura Park (amb la corresponent entrada dels dos parcs).

## Zona Coberta
Una cristallera gegant que cobreix una gran piscina.
Atraccions:
- El Tifón: dos tobogans totalment a les fosques i sense flotador. L'entrada és en el punt més alt de la cristallera i la sortida a baix de tot. Un tobogan és verd i l'altre groc.
- Jocs d'aigua: atracció infantil. És una zona de la piscina amb petits tobogans, devessalls d'aigua, xarxes...
- Caribe Climbing: piscines de boles, jocs infantils... Pensat per a nens.
- Junior Body Slides: dos tobogans per a nens, per a baixar al pis inferior.
- Piscina: una gegant piscina amb un hidroavió que treu aigua quan menys t'ho esperes.

## Zona Exterior
La zona gran del parc.
Atraccions:
- El Triángulo de las Bermudas (Triangle de les Bermudes): en el centre del parc hi ha una piscina d'onades de fins a un metre.

- Bahama Beach: zona de descans amb hamaques, al voltant de la piscina.

- The Mambo & Limbo: del primer pis de la torre surten dos tobogans sense flotador que s'entrecreuen. Està compost per corbes tancades i alguna baixada.

- El Río Loco: fa la volta al Triangle de les Bermudes en un riu ple de cascades, guèiser... Es pot entrar des de molts punts i donar les voltes que es vulgui.

- El Torrente: promocionada com atracció estrella del parc, és un rafting de fins a 5 persones en una barca. Té moltes corbes tancades i baixades pronunciades. En molts moments sentiràs com sortint volant. A més, viatjar d'esquena pot ser la teva màxima experiència.

- Barracudas: Al punt més alt de la torre, hi ha dos tobogans, un verd i l'altre blau, a on hi pots anar amb flotador d'1 o de 2, i competir amb els teus amics. Està format per corbes molt peraltades.

- La Laguna de Woody: tricicles aquàtics, canons... I una galleda gegant que s'omple d'aigua i després dona la volta per mullar a tots els visitants de la llacuna.

- Piscina Infantil: zona per a nens.
- Volley Ball: unes pistes de terra en la part més íntima del parc.

## Els Restaurants
A més de molts llocs petits, els més importants són:
- Pirata Pizza: amb zona coberta en la cristallera i zona exterior.
- Reggae Café: zona exterior amb música jamaicana.

## Curiositats
- El Torrente té un recorregut de més de 200 metres.
- Té una extensió total de 50.000 metres quadrats.
- El cartell del restaurant Reggae Café és el més gran de tot PortAventura Aquatic Park i pesa 1 tona.
- Hi ha 43.000 plantes tropicals i 300 palmeres.
- Existeixen més de 1000 consignes.
- A El Gran Caribe (la zona coberta) hi ha 25.000 metres cúbics d'aigua.
- Disposa de 4.300 metres quadrats de platges, i 4.700 metres quadrats de piscines i llacs.
- Va ser el primer parc aquàtic fet per Universal Studios.